# 12843 Еверс
12843 Еверс (12843 Ewers) — астероїд головного поясу, відкритий 9 квітня 1997 року.
Тіссеранів параметр щодо Юпітера — 3,468.